# Bissau-Guinea világörökségi helyszínei
A Bissau Guinea területéről eddig egy helyszín került fel a világörökségi listára.
| | Bijagós-szigeteki bioszférarezervátum |
| Bissau-Guinea |                                       |
| Természeti (IX)(X) |                                       |
| Védett terület: 394 067,28 ha, puffer zóna: 636 836,19 ha, hivatkozás: |                                       |
| A helyszínhez tartozó terület a Bijagós-szigetcsoport tengeri és árapály-övezeti környezetének legjobban megőrzött összefüggő part menti és tengeri ökoszisztémáiból áll. A Bijagós-szigetek az egyetlen olyan szigetcsoport az Atlanti-óceán afrikai partvidékén ami egy tölcsértorkolat része, és világszinten is kevés hozzá hasonló létezik. A terület gazdag növény- és állattársulásoknak ad otthont, köztük a veszélyeztetett kérgesteknősöknek, afrikai manátuszoknak, delfineknek, ezen kívül több mint 870 ezer költöző vízimadárnak. A helyszín Nyugat-Afrika második legfontosabb táplálkozóhelye és pihenési lehetősége mintegy 105 vándorló madárfaj részére. A terület változatos élőhelyei közé tartoznak a mangroveerdők, a mocsaras területek és az árapály-övezetek ahol ritka növényfajok, változatos tengerei életközösségek, különböző halpopulációk telepedtek meg, míg a Poilão-sziget a teknősök számára jelent fontos fészkelőhelyet. |                                       |